# Liden tusindgylden
Liden tusindgylden (Centaurium pulchellum) er en enårig, 2-15 centimeter høj plante i ensian-familien. Det er en spinkel fra grunden gaffelgrenet plante uden bladroset. Blomsterne er stilkede og bægerfligene er kortere end kronrøret. Liden tusindgylden er udbredt i Europa, Nordafrika, Vest- og Centralasien samt desuden indslæbt til Nord- og Sydamerika.
I Danmark er liden tusindgylden almindelig langs kysten i strandengens nedre del og sjældent ved søbredder inde i landet. Den blomstrer i juli til oktober.